# 小行星4818
小行星4818（4818 Elgar）是一颗绕太阳运转的小行星，为主小行星带小行星。该小行星于1984年3月1日发现。

## 轨道参数
小行星4818的轨道半长轴为2.2647248 AU，离心率为0.13。